# 정병길 (1953년)
정병길(鄭炳吉, 1953년 ~ )은 대한민국의 화가이자 모바일 아티스트, 미술 교육가이다. 농협에서 30년 이상 근무한 뒤 2010년 은퇴 후 본격적으로 회화 활동을 시작하였으며, 국내 최초로 태블릿과 스마트폰을 활용한 ‘모바일 미술’을 창직한 인물로 평가받는다. 디지털 기기를 활용한 회화 기법을 교육하는 ‘K-모바일미술대학’ 온라인 강좌를 운영하며, 전국적으로 700여 명 이상의 제자를 배출하였다. 그는 2022년 통일문화제 통일미술대전 모바일미술 부문 대상, 2023년 아트코리아국제미술대전 우수상 등을 수상했으며, 시니어 IT 일자리 공모전에서 최우수상도 수상했다. 대표작으로는 《109번째 고뇌》, 《석류의 밀어》, 《마라도에서 백두산까지》 등이 있으며, 디지털 회화를 통해 예술의 저변 확대와 대중화에 기여하고 있다.

## 생애
정병길은 1953년 전라남도 나주에서 4형제 중 막내로 태어났다. 어린 시절부터 그림에 남다른 재능을 보였으며, 국민학교 재학 당시 전국 단위 사생대회에서 여러 차례 수상한 바 있다. 그는 미술 시간마다 빌려 쓰던 ‘왕자 크레파스’에 강한 인상을 받았으나, 가정형편상 전문적인 미술 교육을 받지 못했다. 고등학교 졸업 후에는 전액 장학금과 졸업 후 취업이 가능한 조건을 고려해 농협대학교(현 농협대학)에 진학하였다.
1975년 농협에 입사한 뒤 30여 년간 금융업계에서 근무하였으며, 지점장까지 역임하였다. 직장 생활 중에도 미술에 대한 관심을 이어갔고, 문화센터와 화실에서 유화를 독학하며 꾸준히 그림을 그렸다. 2010년, 명예퇴직 형태로 농협을 퇴사한 뒤에는 본격적으로 미술가로의 전환을 시도하였다. 은퇴 직후에는 출판, 전시, 화실 운영 등을 통해 화업 활동을 시작했으나, IMF 외환위기 이후 전통 미술 시장이 위축되면서 초기 계획에는 차질이 있었다.
이후 시니어 대상 강좌를 수강하는 과정에서 태블릿PC와 스마트폰을 활용한 디지털 드로잉을 접하게 되었고, 이를 기반으로 ‘모바일 미술’이라는 개념을 국내에 도입하였다. 그는 삼성전자의 ‘헬로 크레용’ 등 기초적인 앱부터 시작하여, 이후 유화 질감이 구현 가능한 ‘아트레이지 바이타(ArtRage Vitae)’ 등 고급 앱으로 옮겨가며 기술을 발전시켰다. 그 결과, 2013년 첫 개인전을 개최하였고, 이후 2025년까지 총 14회의 개인전을 열었다.
그는 전국 방방곡곡을 다니며 모바일 드로잉으로 풍경을 기록하였고, 2018년에는 마라도부터 백두산까지 전국을 순회하며 그린 풍경화를 모아 《마라도에서 백두산까지》라는 주제로 전시회를 개최하였다. 대표작으로는 기후 위기 문제를 주제로 한 《109번째 고뇌》, 정물화인 《석류의 밀어》 등이 있다.
정병길은 ‘K-모바일 1호 화가’라는 수식어를 사용하며 창직 활동에 주력하였고, 모바일 미술 교육을 위한 온라인 플랫폼 ‘K-모바일미술대학’을 설립하였다. 그는 줌(Zoom)을 활용한 온라인 수업을 통해 전국의 수강생들과 실시간으로 그림을 공유하며, 비금도·신안군 등 산간 도서 지역까지 교육 범위를 확장하였다. 2020년에는 모바일아티스트협동조합을 설립하였고, 현재까지 약 700명의 제자를 배출하였다. 수강생 가운데에는 80대 고령 수강생도 다수 포함되어 있으며, 일부는 미술대전에서 수상하기도 하였다.
그는 2022년 통일문화제 통일미술대전 모바일미술 부문 대상, 2023년 아트코리아국제미술대전 모바일미술 부문 우수상을 수상하였으며, 미래창조과학부가 주관한 시니어 IT 일자리 사례 공모전에서도 최우수상을 수상하였다. 또한 코로나19 팬데믹 기간 동안 온라인 기반 모바일 미술 강의를 지속 운영하며, 시공간 제약 없는 예술 창작의 장을 넓히는 데 기여하였다.